# Finca i molí dels Comdals
La finca i molí dels Comdals és una obra de Cervera (Segarra) protegida com a Bé Cultural d'Interès Local.

## Descripció
Gran explotació agrícola, el nucli de la qual el constitueixen dos edificis perpendiculars construïts entre els segles XVII i XVIII. L'accés a l'edifici principal -al qual s'afegí una moderna torre durant el segle XX -es realitza mitjançant el clàssic portal adovellat. Les altres obertures són de llinda plana.
La finca tenia també un molí hidràulic, avui en desús.